# انتخابات ریاست‌جمهوری ارمنستان (۲۰۲۲)
پس از استعفای رئیس‌جمهور آرمن سرکیسیان در ۲۳ ژانویه ۲۰۲۲، قرار است انتخابات زودهنگام ریاست جمهوری در ۳ مارس ۲۰۲۲ در ارمنستان برگزار شود.

## زمینه
بر اساس اصل ۱۲۴ قانون اساسی اصلاح شده، رئیس‌جمهور غیرحزبی برای یک دوره هفت ساله غیرقابل تجدید انتخاب می‌شود. بر اساس ماده ۱۲۵، نامزدی که حداقل سه چهارم آرای کل نمایندگان مجلس ملی را کسب کند به عنوان رئیس‌جمهور ارمنستان انتخاب می‌شود. در صورت عدم انتخاب رئیس‌جمهور، مرحله دوم برگزار می‌شود که در آن همه نامزدهایی که در مرحله اول شرکت کرده‌اند می‌توانند شرکت کنند. در دور دوم، نامزدی که حداقل سه پنجم آرای کل نمایندگان را کسب کند به عنوان رئیس‌جمهور انتخاب می‌شود. اگر رئیس‌جمهور در این مرحله انتخاب نشد، مرحله سوم انتخابات برگزار خواهد شد که در آن دو نامزدی که در مرحله دوم آرای بیشتری کسب کرده‌اند، می‌توانند در آن شرکت کنند. در مرحله سوم کاندیدایی که اکثریت آرای کل نمایندگان را کسب کند انتخاب می‌شود.
بر اساس اصل ۱۲۵ قانون اساسی، حداقل یک چهارم از مجموع نمایندگان مجلس شورای ملی حق معرفی نامزد برای ریاست جمهوری را دارند. این بدان معناست که حداقل ۲۷ نماینده مجلس باید از نامزد معرفی‌شده حمایت کنند تا آن نامزد رسماً بتواند نامزد شود؛ بنابراین، از آنجا که احزاب اقلیت با کمتر از ۲۷عضو در مجلس ملی نمی‌توانند نامزدی را معرفی کننددر صورتیکه یک نامزد اجماع گسترده‌ای کسب کرد ممکن است بدون مانع نامزد شود.

## واجد شرایط
بر اساس قانون اساسی اصلاح شده، هر فردی که به سن چهل سالگی رسیده باشد و در شش سال گذشته فقط تابعیت ارمنستان را داشته باشد و به‌طور دائم در ارمنستان اقامت داشته باشد و به زبان ارمنی صحبت کند، حق رای دارد و می‌تواند به عنوان رئیس‌جمهور جمهوری ارمنستان انتخاب شود.

## نامزدها
حزب حاکم قرارداد مدنی (۷۱ کرسی) و اپوزیسیون اصلی اتحاد ارمنستان (۲۹کرسی) را برای معرفی یک نامزد ریاست‌جمهوری برمی‌گزینند تا شرایط ۲۷کرسی مورد نیاز را برآورده کنند. با این حال، اپوزیسیون کوچک «من اتحاد شرف دارم» تنها ۶کرسی دارد و نمی‌تواند به تنهایی نامزدی را معرفی کند.
| نام               | حزب               | نامزد کننده  | منبع  | سمت                                                          |
| ----------------- | ----------------- | ------------ | ----- | ------------------------------------------------------------ |
| واهاگن خاچاطوریان | کنشگر سیاسی مستقل | قرارداد مدنی | [ ۵ ] | شهردار ایروان (۱۹۹۶–۱۹۹۲)، وزیر فناوری پیشرفته (۲۰۲۱–تاکنون) |

## نتایج
| کاندیدا                        | کاندیدا                | حزب                    | دور اول | دور اول | دور دوم | دور دوم |
| کاندیدا                        | کاندیدا                | حزب                    | آراء    | ٪       | آراء    | ٪       |
| ------------------------------ | ---------------------- | ---------------------- | ------- | ------- | ------- | ------- |
|                                | واهاگن خاچاطوریان      | مستقل                  | ۰       | –       | ۰       | –       |
| مخالف                          | مخالف                  | مخالف                  | ۰       | –       | ۰       | –       |
| کل                             | کل                     | کل                     | ۰       | –       | ۰       | –       |
|                                |                        |                        |         |         |         |         |
| آراء معتبر                     | آراء معتبر             | آراء معتبر             | ۰       | –       | ۰       | –       |
| آراء نامعتبر/سفید              | آراء نامعتبر/سفید      | آراء نامعتبر/سفید      | ۰       | –       | ۰       | –       |
| کل آراء                        | کل آراء                | کل آراء                | ۰       | ۱۰۰٫۰۰  | ۰       | 100.00  |
| رأی‌دهندگان ثبت‌نام کرده         | رأی‌دهندگان ثبت‌نام کرده | رأی‌دهندگان ثبت‌نام کرده |         | –       | nil     | –       |
| منبع: News.am, RadioFreeEurope |                        |                        |         |         |         |         |